# Лютово
Лю̀тово е село в Югозападна България. То се намира в община Белица, област Благоевград.

## География
Село Лютово се намира в планински район.

## Население

### Етнически състав
Преброяване на населението през 2011 г.
Численост и дял на етническите групи според преброяването на населението през 2011 г.:
|                     | Численост |
| Общо                | 218       |
| Българи             | 31        |
| Турци               | 26        |
| Цигани              | -         |
| Други               | -         |
| Не се самоопределят | 84        |
| Неотговорили        | 76        |